# Joint Investigation Team
Ein Joint Investigation Team (Abkürzung: JIT; deutsch: „gemeinsame Ermittlungsgruppe“) ist eine auf Zeit für einen bestimmten Fall eingerichtete Ermittlungsgruppe unter Beteiligung von Behörden aus zwei oder mehr EU-Mitgliedstaaten.
Die Einrichtung eines JIT erfordert eine für den Einzelfall abgeschlossene Vereinbarung der beteiligten Länder. Es beruht auf Art. 13 des im Jahr 2000 abgeschlossenen EU-Übereinkommen über die Rechtshilfe in Strafsachen. Nicht-EU-Staaten können sich an einem JIT mit Zustimmung aller sonstigen Beteiligten anschließen. Eine Beteiligung von Eurojust und Europol ist möglich.